# Maurice Lombard (historien)
Pour les articles homonymes, voir Maurice Lombard.
Maurice Lombard, né le 15 octobre 1904 à Jemmapes (actuellement Azzaba) en Algérie et mort à  Versailles le 2 juillet 1965, est un universitaire et historien français, spécialiste de l'Islam médiéval.

## Biographie
Après des études à la faculté des lettres de Paris et un parcours parallèle à l'École des langues orientale, il obtient en 1928 l'agrégation d'histoire et de géographie. Après deux ans d'enseignement au secondaire à Toulouse, il entreprend sur l'Islam médiéval une thèse engagée à la Fondation Dosne-Thiers de 1930 à 1933.
Boursier de la fondation Primoli en 1933, membre de l’École des hautes études hispaniques (Casa de Velázquez) en 1934 — c'est là qu'il fait la rencontre d''une autre élève de l'école, Anne Jourdan, archiviste paléographe tout juste diplômé de l'École nationale des chartes, qu'il épouse à Madrid — il bénéficie également d'une mission scientifique auprès de l'Institut français d'archéologie orientale du Caire en 1936. Nommé maître de conférences à la faculté des lettres de Rennes entre 1942, il retourne dans l'enseignement secondaire en 1945 avant d'obtenir un détachement auprès du Centre national de la recherche scientifique entre 1946 et 1948. En 1949, il est élu directeur d’études à la VIe section de l’École pratique des hautes études.
Fernand Braudel disait qu'il «était le plus doué, le plus brillant historien de notre génération, le seul qui fût incontestablement de la classe d'un Marc Bloch ».

## Publications
Note : toutes les œuvres référencées dans le catalogue général de la Bibliothèque nationale de France semblent avoir été publiées à titre posthume.
- Maurice Lombard, L’Islam dans sa première grandeur : VIIIe – XIe siècle, Paris, Flammarion, coll. « Nouvelle bibliothèque scientifique », 1971, 245 p. (BNF 35370334)[7]
- Maurice Lombard (préf. Hichem Djaït), L’Islam dans sa première grandeur : VIIIe – XIe siècle, Paris, Flammarion, coll. « Champs. Historique » (no 59), 1980, 280 p. (BNF 36598530)
- Maurice Lombard (auteur principal), André Miquel (collaborateur), Christiane Klapisch (collaboratrice) et Philippe Braunstein (collaborateur), Études d'économie médiévale : 1, Monnaie et histoire, d'Alexandre à Mahomet, Paris, Mouton, coll. « Civilisations et sociétés » (no 26), 1971, 235 p. (BNF 35371693)Coédition École des hautes études en sciences sociales.
- Maurice Lombard, Espaces et réseaux du Haut Moyen Âge, Paris, Mouton, coll. « Le Savoir historique » (no 2), 1972, 229 p. (BNF 35379515)Coédition École pratique des hautes études, 6e section, Sciences économiques et sociales.
- Maurice Lombard, Études d'économie médiévale : 2, Les Métaux dans l'ancien monde, du Ve au XIe siècle, Paris, Mouton, coll. « Civilisations et sociétés » (no 38), 1974, 295 p. (BNF 34564213)Coédition École pratique des hautes études.
- Maurice Lombard, Études d'économie médiévale : 3, Les Textiles dans le monde musulman : du VIIe au XIIe siècle, Paris, Mouton, coll. « Civilisations et sociétés » (no 61), 1978, 316 p. (BNF 34649664)Coédition École des hautes études en sciences sociales.